# Jatyr Eduardo Schall
Jatyr Eduardo Schall, noto semplicemente come Jatyr (San Paolo, 18 ottobre 1938), è un ex cestista brasiliano.

## Carriera
Con il Brasile ha disputato due edizioni dei Giochi olimpici (Roma 1960, Tokyo 1964) e tre dei Campionati mondiali (1959, 1963, 1967).